# La guerra di Varian
La guerra di Varian (Varian's War) è un film per la televisione del 2001 scritto e diretto da Lionel Chetwynd, e interpretato da William Hurt.

## Trama
Il film è basato sulla storia di Varian Fry, un giornalista americano convinto, ancor prima che gli USA entrassero in guerra e al contrario dell'opinione pubblica americana, che la polizia nazista tedesca avrebbe causato conseguenze disastrose contro gli oppositori antinazisti e soprattutto contro la popolazione di origine ebrea. Gli sforzi di Fry per salvare migliaia di ebrei dalla persecuzione delle SS gli fecero guadagnare in breve tempo il rispetto e la stima del mondo intellettuale europeo. Grazie a lui artisti come Marc Chagall, Heinrich Mann, Max Ernst, André Masson, Lion Feuchtwanger poterono scampare al genocidio perpetrato in Francia dalle truppe naziste.